# Magnolia cristalensis
Magnolia cristalensis este o specie de plante din genul Magnolia, familia Magnoliaceae, descrisă de Johannes Bisse. Conform Catalogue of Life specia Magnolia cristalensis nu are subspecii cunoscute.